# Beth Broderick
Beth Broderick (Falmouth, Kentucky, 24 de fevereiro de 1959) é uma atriz e diretora estadunidense. Ficou famosa no papel da tia Zelda na série Sabrina, Aprendiz de Feiticeira. Ela teve uma pequena participação na série Mystery Woman.

## Filmografia (seleção)
| Ano       | Título                         | Papel              | Notas         |
| --------- | ------------------------------ | ------------------ | ------------- |
| 1988      | Stealing Home                  | Lesley             |               |
| 1990      | The Bonfire of the Vanities    | Caroline Heftshank |               |
| 1992      | Hearts Afire                   | Dee Dee Starr      | 32 episódios  |
| 1992      | The 5 Mrs. Buchanans           | Delilah Buchanan   | 17 episódios  |
| 1994-1995 | Man of the Year                | Kelly Bound        |               |
| 1996      | Maternal Instincts             | Dr. Eva Warden     |               |
| 1996-2002 | Sabrina, the Teenage Witch     | Zelda Spellman     | 140 episódios |
| 1997      | Fools Rush In                  | Tracey Verna       | não-creditado |
| 2000      | Psycho Beach Party             | Ruth Forrest       |               |
| 2003      | The Inner Circle               | Jean               |               |
| 2005-2008 | Lost                           | Diane Janssen      | 5 episódios   |
| 2006      | Supernatural                   | Alice Miller       | 1 episódio    |
| 2008      | ER                             | Edith Landry       | 1 episódio    |
| 2007      | Timber Falls                   | Ida                |               |
| 2009      | Leverage                       | Monica Hunter      | 1 episódio    |
| 2010      | Castle                         | Barbara Mann       | 1 episódio    |
| 2010      | Revenge of the Bridesmaids     | Oliva              |               |
| 2014      | Melissa and Joey               | Dra. Ellen Radier  | 1 episódio    |
| 2021      | Chilling Adventures of Sabrina | Zelda Spellman     |               |